# Haus des Heiligenstädter Testaments
Het Haus des Heiligenstädter Testaments, ook wel Testamenthaus, is een museum nabij Heiligenstadt. Dit ligt nabij Döbling, dat nu deel uitmaakt van de Oostenrijkse hoofdstad Wenen.
Het museum herinnert eraan dat de componist Ludwig van Beethoven hier in 1802 zou hebben gewoond. De stad kocht het huis op 13 november 1967 en bouwde het om naar een museum over hem. Beethoven vertrok naar Heiligenstadt zodat hij voor zijn kwalen de mineraalhoudende bron kon bezoeken. Dit was in de periode van mei tot oktober 1802.
De naam van het huis is ontleend aan het Heiligenstädter Testament dat Beethoven op 6 oktober 1802 componeerde. De identificatie van het huis vond plaats in 1890 door Josef Böck, een erelid van de zangvereniging 'Beethoven' uit Heiligenstadt. Het appartement dat door Beethoven bewoond zou zijn, is nu het museum.
Uit later onderzoek van Walther Brauneis is echter gebleken dat het woongedeelte van Beethoven in 1807 herbouwd werd na een grote brand, waardoor het niet authentiek kan zijn. Ook zijn er vermoedens dat Beethoven in de zomer van 1802 mogelijk niet hier maar op een ander adres verbleef.
Het Heiligenstädter Testament bevindt zich in de staats- en universiteitsbibliotheek van Hamburg en moet niet verward worden met het testament dat hij drie dagen voor zijn dood schreef. Verder schreef hij in Heiligenstadt de tweede versie van zijn Fidelio en zijn tweede symfonie.